# Apopyllus malleco
Espèce
Apopyllus malleco est une espèce d'araignées aranéomorphes de la famille des Gnaphosidae.

## Distribution
Cette espèce est endémique de la région d'Araucanie au Chili,. Elle se rencontre vers Collipulli.

## Description
La femelle holotype mesure 5,83 mm.

## Étymologie
Son nom d'espèce lui a été donné en référence au lieu de sa découverte, la province de Malleco.

## Publication originale
- Platnick & Shadab, 1984 : A revision of the neotropical spiders of the genus Apopyllus (Araneae, Gnaphosidae). American Museum novitates, no 2788, p. 1-9 (texte intégral).